# Aparaphysaria
Aparaphysaria — рід грибів родини Pyronemataceae. Назва вперше опублікована 1922 року.

## Класифікація
До роду Aparaphysaria відносять 2 види:
- Aparaphysaria aparaphysata
- Aparaphysaria doelloi